# Paul Volpe
Paul Volpe (* 1981 in Philadelphia, Pennsylvania) ist ein professioneller US-amerikanischer Pokerspieler. Der ehemalige Onlinepoker-Weltranglistenerste ist dreifacher Braceletgewinner der World Series of Poker und trägt den Spitznamen The Main Event.

## Persönliches
Volpe lebt in West Chester im US-Bundesstaat Pennsylvania.

## Pokerkarriere

### Online
Volpe spielte von April 2009 bis Mai 2016 online unter den Nicknames paulgees81 (PokerStars, Full Tilt Poker, UltimateBet sowie partypoker), paulgees822 (Carbon Poker sowie Absolute Poker) und paulgees (Lock Poker). Er hat sich mit Turnierpoker über 5,5 Millionen US-Dollar erspielt. Vom 23. März bis 13. April 2011 stand er für 3 Wochen auf Platz eins des PokerStake-Rankings, das die erfolgreichsten Online-Turnierspieler der Welt listet.

### Live
Seine erste Geldplatzierung bei einem Live-Turnier erzielte Volpe im Dezember 2008 in Atlantic City. Anfang Juni 2009 war er erstmals bei der World Series of Poker (WSOP) im Rio All-Suite Hotel and Casino am Las Vegas Strip erfolgreich und kam bei einem Turnier in der Variante No Limit Hold’em ins Geld. Bei der WSOP 2011 erreichte er insgesamt sechsmal die Geldränge, dabei erhielt er seinen größten Gewinn für den 192. Platz im Main Event in Höhe von knapp 50.000 US-Dollar. 2012 landete er im Main Event auf dem 20. Platz für knapp 300.000 US-Dollar, was ihm den Spitznamen The Main Event einbrachte. Ende Februar 2013 erreichte Volpe beim L.A. Poker Classic der World Poker Tour (WPT) in Los Angeles den Finaltisch und beendete das Turnier auf dem zweiten Platz für sein bisher höchstes Preisgeld von rund 650.000 US-Dollar. Knapp zwei Wochen später kam er erneut an einen WPT-Finaltisch und belegte in San José den mit 435.000 US-Dollar dotierten dritten Platz. Bei der World Series of Poker 2014 gewann Volpe ein Turnier in No Limit 2-7 Draw Lowball und damit sein erstes Bracelet sowie über 250.000 US-Dollar an Siegprämie. Ein Jahr später platzierte er sich sechsmal im Geld und erreichte mit Gewinnen von über 500.000 US-Dollar den siebten Platz im Ranking des Player of the Year. Bei der WSOP 2016 sicherte sich Volpe mit dem Sieg bei einem Eight-Game-Mix-Event sein zweites Bracelet und 150.000 US-Dollar Preisgeld. Bei der Rangliste des WSOP Player of the Year musste er sich nur Jason Mercier geschlagen geben und belegte den zweiten Platz. Zwei Jahre später gewann Volpe die Omaha Hi-Lo 8 or Better Championship der WSOP 2018 und erhielt neben der Siegprämie von mehr als 400.000 US-Dollar sein drittes Bracelet. Einen Monat später wurde er bei der No-Limit Hold’em 6-Handed Championship Zweiter hinter Shaun Deeb und erhielt ein Preisgeld von mehr als 500.000 US-Dollar. Bei der WSOP 2021 belegte Volpe bei der Poker Player’s Championship den mit über 400.000 US-Dollar dotierten dritten Rang.
Insgesamt hat sich Volpe mit Poker bei Live-Turnieren knapp 9,5 Millionen US-Dollar erspielt.

### Braceletübersicht
Volpe kam bei der WSOP 78-mal ins Geld und gewann drei Bracelets:
| Jahr | Buy-in (in $) | Turnier                              | Teilnehmer | Preisgeld (in $) |
| ---- | ------------- | ------------------------------------ | ---------- | ---------------- |
| 2014 | 10.000        | No-Limit 2-7 Draw Lowball            | 087        | 253.524          |
| 2016 | 01.500        | Eight Game Mix (6-Handed)            | 491        | 149.943          |
| 2018 | 10.000        | Omaha Hi-Lo 8 or Better Championship | 169        | 417.921          |